# Kenia (góra)
Kenia (ang. Mount Kenya, suahili Mlima Kenya) – masyw wulkaniczny w Kenii, wysokość 5199 m n.p.m. (szczyt Batian), najwyższy szczyt w Kenii i drugi szczyt w Afryce, po Kilimandżaro. Leży nieznacznie na południe od równika, około 150 km na północ od stolicy Kenii – Nairobi.
Góra jest ważnym źródłem wody dla dużej części populacji Kenii – swoje początki mają tu dwie największe rzeki Kenii – Tana i Ewaso Ng’iro.
W 1997 roku Park Narodowy Góry Kenia został wpisany na listę światowego dziedzictwa UNESCO.
Jej południowe, nawietrzne stoki i pola uprawne są zamieszkane przez bantuski lud Embu.

## Historia
Pierwszym Europejczykiem, który odkrył Kenię, był w 1849 roku niemiecki misjonarz Johann Ludwig Krapf (1810–1881), przebywający w regionie wraz z Johannesem Rebmannem (1820–1876) – odkrywcą Kilimandżaro. Społeczność naukowa tamtych czasów nie chciała wierzyć w jego opowieści o śniegu i lodzie tak blisko równika. Potwierdzenie tych faktów nastąpiło dopiero w 1883 roku, kiedy górę zobaczył Joseph Thomson (1858–1895). Jako pierwszy opisał wzniesienie pod względem geologicznym, uznając, że masyw to wygasły wulkan. W 1887 roku Sámuel Teleki potwierdził istnienie krateru. W 1893 roku ekspedycja pod kierownictwem Johna Waltera Gregory’ego osiągnęła lodowiec Lewis Glacier na wysokości 5000 m. Najwyższy szczyt masywu (Batian – 5199 m n.p.m.) po raz pierwszy zdobył Halford John Mackinder (1861–1947) w 1899 roku.
Dziś na szczyt prowadzi wiele szlaków oraz tras wspinaczkowych, a najpopularniejsze to „Naro Moru”, „Chogoria” i „Sirimon” . Tradycyjne wejścia turystyczne nie prowadzą na Batian, a najwyższym osiąganym punktem jest Point Lenana (4985 m n.p.m.), trzeci co do wysokości punkt masywu. Turystykę ułatwia szereg wyznaczonych pól biwakowych oraz kilka schronisk. Najwyżej położonym z nich (u stóp spiętrzenia Point Lenana) jest 30-osobowa Austrian Hut (4790 m n.p.m.), otwarta 13 lutego 1973 r., zbudowana przez Mountaneering Club of Kenya za pieniądze zabrane w Austrii przez Marcusa Schmucka.

## Geografia

Główne szczyty i lodowce Kenii

Kenia to masyw wulkaniczny leżący nieznacznie na południe od równika . Dawny stratowulkan powstały w pliocenie, zbudowany jest z bazaltów, trachitów, fonolitów i kenitów .
Najwyższy szczyt masywu – Batian osiąga wysokość 5199 m n.p.m. – jest to najwyższy szczyt w Kenii i drugi – po Kilimandżaro – pod względem wysokości szczyt w Afryce . Jego wybitność wynosi 3825 metrów .
Góra jest ważnym źródłem wody dla dużej części populacji Kenii – swe źródła mają tu dwie największe rzeka Kenii – Tana i Ewaso Ng’iro.

### Najwyższe szczyty masywu
Lista podana za Balliett (2016) :
- Batian – 5199 m n.p.m.
- Nelion – 5188 m n.p.m.
- Point Lenana – 4985 m n.p.m.
- Coryndon Peak – 4960 m n.p.m.
- Point Piggot – 4958 m n.p.m.
- Point Dutton – 4885 m n.p.m.
- Point John – 4882 m n.p.m.
- Point John Minor – 4974 m n.p.m.

#### Zlodowacenie
Szczyt przez tysiące lat pokryty był lodowcem, co spowodowało daleko posuniętą erozję wierzchołka i zboczy. Przypuszczalnie pierwotna wysokość wulkanu wynosiła około 6000 m, czyli więcej niż Kilimandżaro . Pozostałością po lodowcach górskich są U-kształtne doliny oraz moreny. Najniżej schodziły one do wysokości 3300 m. Obecnie lodowce nie schodzą niżej niż 4650 m.
W 2015 roku znajdowało się tam 9 małych lodowców : 
| Zdjęcie | Nazwa             | Powierzchnia w 1947 (km²) | Powierzchnia w 2015 (km²) | Opis                                                                                               |
| ------- | ----------------- | ------------------------- | ------------------------- | -------------------------------------------------------------------------------------------------- |
|         | Krapf Glacier     | 0.043                     | 0.006                     | |
|         | Gregory Glacier   | 0.094                     | 0.000                     | Lodowiec zanikł w latach 2006–2011.                                                                |
|         | Cesar Glacier     | 0.049                     | 0.008                     | |
|         | Joseph Glacier    | 0.034                     | 0.000                     | Lodowiec zanikł w latach 1993–2004.                                                                |
|         | Northey Glacier   | 0.039                     | 0.002                     | |
|         | Lewis Glacier     | 0.400                     | 0.088                     | W 2016 roku powierzchnia lodowca wynosiła 73 300 m², a lodowiec był największym w regionie.        |
|         | Mellhuish Glacier | 0.005                     | 0.000                     | Lodowiec zanikł w latach 1947−1987.                                                                |
|         | Darwin Glacier    | 0.040                     | 0.005                     | |
|         | Diamond Glacier   | 0.007                     | 0.001                     | |
|         | Forel Glacier     | 0.037                     | 0.011                     | |
|         | Heim Glacier      | 0.025                     | 0.004                     | |
|         | Tyndall Glacier   | 0.101                     | 0.024                     | W 2016 roku powierzchnia lodowca wynosiła 38 000 m², a lodowiec był drugim największym w regionie. |

Deglacjacja postępuje stopniowo od początku XX w. W 1929 roku na górze odnotowano 17 lodowców, w 2004 rok – 10 a w 2016 – 9. Według prognoz wszystkie lodowce mogą zaniknąć całkowicie do 2050 roku.

### Flora i fauna

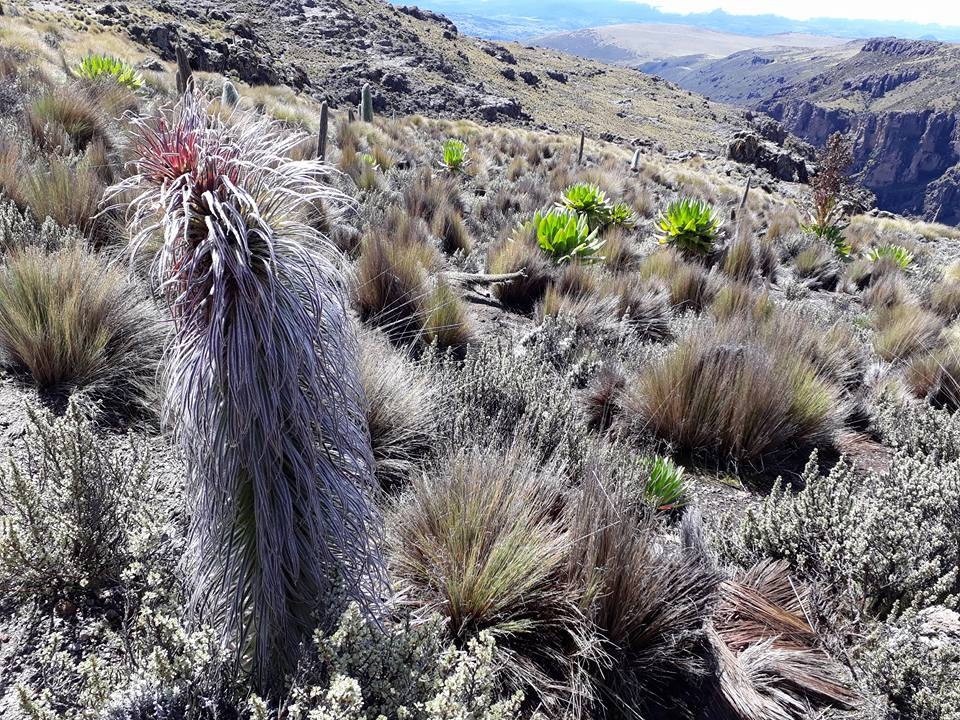
Lobelia na zboczu Kenii

Do wysokości 1200 m górę porastają lasy równikowe, do 3200 m wilgotne lasy górskie i sawanny, wyżej łąki wysokogórskie a najwyższe partie pokrywają śnieg i lodowce .
Występuje tu 13 gatunków roślin endemicznych, m.in. Dendrosenecio i lobelie . Do endemicznych gatunków zwierząt zalicza się m.in. Tachyoryctes rex i Surdisorex polulus .

## Ochrona środowiska
Powyżej 3300 m góra objęta jest ochroną w ramach Parku Narodowego Góry Kenia (ang. Mount Kenya National Park) . W 1932 roku ustanowiono tu rezerwat przyrody, a w 1949 roku – park narodowy o powierzchni 715 km². W 1978 roku park został ustanowiony rezerwatem biosfery UNESCO . W 1997 roku Park Narodowy Góry Kenia został wpisany na listę światowego dziedzictwa UNESCO .

## Kultura i religia
Tradycyjne społeczności, m.in. Kikuju, Meru czy Embu uznają Kenię za świętą górę. Śnieg na szczycie uznawany jest za boski. Na górze znajduje się wiele świętych miejsc – wzniesień, jezior, jaskiń czy zagajników. Porastający górę Ficus natalensis czczony jest jako święte drzewo.
Kikuju wierzą, że bóg, stwórca świata Ngai rezyduje na ziemi na górze Kenia. Według mitu stworzenia, Ngai pokazał pierwszemu Kikuju stworzony przez siebie świat ze szczytu Kenii i zapowiedział, że jeśli kiedykolwiek będzie w potrzebie, to ma złożyć ofiarę i wznieść ręce w stronę góry. Wszystkie najważniejsze obrzędy Kikuju – związane z poświęceniem domu, zawarciem związku małżeńskiego czy rozstrzyganiem sporów – wymagają zwrócenia się w stronę góry i prośby o błogosławieństwo Ngai. Góra pełni ponadto centralną funkcję w inicjacji w wiek dorosły oraz w rytuałach sprowadzających deszcz.      